# Rap braucht immer noch kein Abitur
Rap braucht immer noch kein Abitur ist das zweite Soloalbum des Rappers Bass Sultan Hengzt. Es erschien im Jahr 2005 über Hengzts Label Amstaff und dem Sublabel ersguterjunge. Hengzt nahm das Album zusammen mit Ilan innerhalb von, laut eigener Aussage, zwei Wochen auf. Es ist außerdem das erste Soloalbum, das über ersguterjunge, dem Label von Bushido, veröffentlicht wurde.
Einige Zeit nach der Erscheinung verließen Ilan und Bass Sultan Hengzt Bushidos Umfeld. Hengzt und Bushido, die sich bereits seit vielen Jahren gekannt und zusammen mit King Orgasmus One die Rapformation BMW gebildet hatten, zerstritten sich im Laufe der Zeit immer mehr. Gegenseitige Disssongs wie der Freetrack Fick Bushido und Sonnenbank Flavour aus dem Album Von der Skyline zum Bordstein zurück prägten insbesondere im Jahr 2006 das Verhältnis zwischen den beiden Rappern.
Der Titel Rap braucht immer noch kein Abitur ist als Reaktion auf die Indizierung von Bass Sultan Hengzts Debütalbum Rap braucht kein Abitur zu verstehen. In Anlehnung an sein erstes Album nutzte Hengzt das Zweite auch, um einige alte Songs neu aufzunehmen, bzw. leicht veränderte Texte zu ähnlichen Beats zu schreiben.

## Titelliste

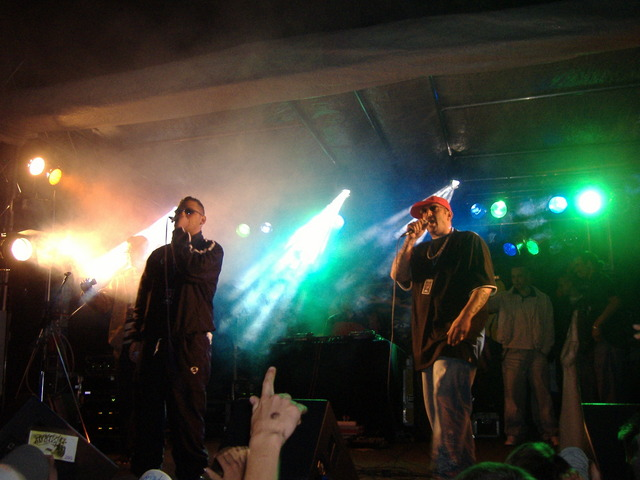
Die Rapper Bass Sultan Hengzt (links) und MOK

| #  | Titel                                                | Gastbeiträge      | Produzent           | Länge |
| -- | ---------------------------------------------------- | ----------------- | ------------------- | ----- |
| 1  | Intro/Fickt Euch                                     |                   | DJ Ilan             | 2:07  |
| 2  | Battle dies und das                                  | King Orgasmus One | DJ Ilan             | 4:53  |
| 3  | Rapstudent (Ersguterteil 2)                          |                   | DJ Ilan             | 3:01  |
| 4  | Du bist Freund, ich bin Feind (Ersguterteil 2)       |                   | DJ Ilan             | 3:23  |
| 5  | Halt deine Fresse                                    |                   | Bommer              | 3:45  |
| 6  | Riesengeil (Bass Sultan Hengzt pres. Frederik Pt. 2) |                   | DJ Ilan             | 3:31  |
| 7  | Du tanzt Stories                                     |                   | Bommer              | 3:55  |
| 8  | Homey (Ersguterteil 2)                               |                   | DJ Ilan             | 3:10  |
| 9  | Großstadtdschungel                                   | Bushido           | DJ Ilan             | 3:55  |
| 10 | Eigene Regeln                                        | Automatikk        | DJ Ilan             | 4:02  |
| 11 | Skit                                                 |                   |                     | 0:48  |
| 12 | Cazino (Ersguterteil 2)                              |                   | DJ Ilan             | 3:23  |
| 13 | Ich liebe dich                                       | She-Raw           | Serk MC & Atarbeats | 3:59  |
| 14 | Abschluss                                            |                   |                     | 1:02  |
| 15 | Outro (Sexy)                                         |                   | DJ Ilan             | 2:07  |

## Produktion
Der Berliner DJ und Produzent DJ Ilan produzierte den Großteil des Albums. Er produzierte die Tracks Intro - Fickt euch, Battle dies und das, Rapstudent, Du bist Freund, ich bin Feind, Riesengeil, Großstadtdschungel, Eigene Regeln, Cazino und Outro (Sexy). Des Weiteren steuerte Bommer zwei Beats bei, welche den Tracks Halt deine Fresse und Du tanzt Storys zuzuordnen sind. Außerdem produzierte der Musiker Serk den Track Ich liebe dich.

## Rezeption
Rap braucht immer noch kein Abitur erhielt von dem E-Zine Laut.de zwei von möglichen fünf Bewertungspunkten. In der Kritik bezieht sich der zuständige Redakteur Philipp Gässlein auf das Erscheinungsdatum des Albums, welches mit dem 200. Todestag von Friedrich Schiller zusammenfiel. Die Überschneidung dieser beiden Ereignisse nutzt der Kritiker, um den Wandel der deutschsprachigen Kultur zu demonstrieren: „Auch die Erstaufführung von Die Räuber soll seinerzeit für rollende Augen und geballte Fäuste gesorgt haben. Dass in 200 Jahren das Bass Sultan Hengzt-Jahr zelebriert wird, ist vielleicht eher unwahrscheinlich.“ Der Hauptkritikpunkt von Laut.de bezieht sich auf die Texte von Bass Sultan Hengzt. Dabei werden sowohl die Wortwahl als auch die, aus der Sicht von Gässlein, unbrauchbaren Reime kritisiert. Positiv werden der Flow von Hengzt, die Produktion von DJ Ilan und der Gastbeitrag von King Orgasmus One in dem Stück Battle dies und das gewertet. Dagegen wird das Lied Du Tanzt Storys als nervend umschrieben.

## Chartplatzierungen
Rap braucht immer noch kein Abitur ist Bass Sultan Herngzts erstes Album, mit welchem er in die deutschen Album-Charts einsteigen konnte. Das Album stieg in der 21. Kalenderwoche des Jahrs 2005 auf Platz 74 der deutschen Album-Charts ein. Es konnte sich lediglich in der ersten Woche bis zum 29. Mai 2005 in der Liste der 100 meistverkauften Alben der Woche halten.
| ChartsChartplatzierungen | Höchstplatzierung | Wochen |
| ------------------------ | ----------------- | ------ |
| Deutschland (GfK)        | 74 (1 Wo.)        | 1      |

## Illustration
Das Cover zeigt das Gesicht des Berliners, der nach oben blickt. Seine Stirn grenzt an den oberen Coverrand, der Mund ist durch die rechte Hand von Bass Sultan Hengzt bedeckt. In der Hand hält er eine Kette mit einem Löwenkopf-Anhänger. Die Hand ist schärfer zu erkennen als das Gesicht. Das Cover verzichtet komplett auf Farbe. Am oberen Rand steht „ersguterjunge“, auch der „Bass Sultan Hengzt“-Schriftzug ist im rechten unteren Teil zu sehen.